# Мякеляйнен-Буханист, Сойли
Со́йли Мя́келяйнен-Буханист (фин. Soili Mäkeläinen-Buhanist; род. XX век, Финляндия) — финский дипломат, посол Финляндии в Казахстане (c 2020) и Киргизии (по совместительству).

## Биография
С 1988 года принята на службу в Министерство иностранных дел Финляндии, где среди прочего работала руководителем отдела регионального сотрудничества в восточном департаменте.
Имеет опыт работы консулом в Генеральном консульстве Финляндии в Санкт-Петербурге и советником Европейского банка реконструкции и развития в Лондоне.
С 2005 по 2008 год возглавляла группу по экономической и торговой политике в посольстве Финляндии в Москве, а с 2013 по 2018 год — в посольстве Финляндии в Вашингтоне.
С 2018 года работала в должности старшего эксперта Департамента внешнеэкономических связей.
29 мая 2020 года решением президента Финляндии была назначена Чрезвычайным и полномочным послом Финляндии в Казахстане с 1 сентября 2020 года и 1 октября 2020 года вручила свои верительные грамоты президенту Казахстана Касым-Жомарту Токаеву. Также назначена Послом Финляндии в Киргизии и вручила в МИД Киргизии свои верительные грамоты.
Имеет степень магистра экономики.